# Pappophorum krapovickasii
Pappophorum krapovickasii är en gräsart som beskrevs av Bernardo Rosengurtt. Pappophorum krapovickasii ingår i släktet Pappophorum och familjen gräs. Inga underarter finns listade i Catalogue of Life.